# Windows NT 3.1
A Microsoft Windows NT 3.1, az első kiadása a Microsoft Corporation által létrehozott Windows NT termékcsaládnak. A terméket a Microsoft elsősorban a vállalati szegmensnek szánta, a két verziót Windows NT Workstation (asztali) és a Windows NT Advanced Server (kiszolgáló) 1993 július 27-én mutatta be a nagyközönségnek.
A Windows NT fejlesztése 1988 novemberében kezdődött, miután a Microsoft felkérte a Dave Cutler által vezetett Digital Equipment Corporation fejlesztő csapatot egy új 32 bites operációs rendszer megalkotására. A fejlesztők nem a régi Windows 3.1 verziót fejlesztették tovább, hanem egy teljesen új operációs rendszert hoztak létre. Olyan új funkciók jöttek létre, mint a többfeladatos, Windows-alapú alkalmazásokra használt ütemező, beépített hálózatkezelés, tartományvezérlő funkció, OS/2 és POSIX alrendszerek, a többprocesszoros architektúrák támogatása, TCP/IP protokoll ami alapja minden ma használt nagy hálózatnak (beleértve az internetet is), valamint az NTFS fájlrendszer.

## Futtató környezet
A munkaállomás (kliens) támogatja az Intel x86 és RISC architektúrát egyaránt. A rendszer felépítése mikro-kernel alapú ami támogatja a maximum 2 processzort, és maximum 64 MB fizikai és 2 GB virtuális memóriát. Futtathatóvá teszi a 16 bites és 32 bites alkalmazásokat.
Minimális rendszer követelmény legalább egy Intel 386 DX processzor 25 MHz, 12 MB RAM és 75 MB szabad lemezterület a merevlemezen. A RISC architektúra esetében MIPS R3000/R4000 processzor, legalább 16 MB RAM és 92 MB szabad lemezterület a merevlemezen.
Lehetőség van Alpha futtató környezet használatára is azzal a megkötéssel, hogy csak DECpc AXP 150 Alpha számítógép támogatott, és a tulajdonosnak kellett a megfelelő NT 3.1 CD-t számítógépéhez külön megrendelni.

## Lásd még
- Microsoft Corporation
- MS-DOS
- IBM
- Grafikus felhasználói felület
- Operációs rendszerek listája